# فيليب جاي ليفين
فيليب جاي ليفين (بالإنجليزية: Philip J. Levin)‏ كان مطورًا عقاريًا أمريكيًا لمراكز التسوق والمساهم الأكبر في استوديو الأفلام مترو غولدوين ماير.

## النشأة
ولد فيليب ج. ليفين عام 1909 في مدينة نيويورك.

## مسار مهني
كمطور عقاري, قام ببناء العديد من مراكز التسوق في جميع أنحاء الولايات المتحدة, بما في ذلك مين وفلوريدا وكاليفورنيا.
كان المساهم الأكبر في استوديو الأفلام مترو غولدوين ماير في الستينيات. في عام 1967, حاول إقالة رئيسها روبرت أوبراين. باع لاحقًا حصته إلى إدغار برونفمان سينيور.
في عام 1970, أصبح رئيسًا لشركة Gulf & Western Land Development, بما في ذلك شركة Chicago Thoroughbred Enterprises التابعة لها, والتي كانت تمتلك أرلينغتون بارك ومضمار سباق واشنطن بارك. كان أيضًا مستثمرًا في كازينوهات في لاس فيجاس, نيفادا. بالإضافة إلى ذلك, شغل منصب رئيس ماديسون سكوير جاردن.
كان متبرعا للحزب الجمهوري في إلينوي.

## الحياة الشخصية
كان متزوجًا من جانيس إتش ليفين, فاعلة خير وجامعة أعمال فنية. حفيدتهم, أرييل تيبر مادوفر, منتجة برودواي.

## الوفاة
توفي بنوبة قلبية في 3 أغسطس 1971, في فندق بيير في مانهاتن. كان يبلغ من العمر اثنين وستين عامًا. أقيمت جنازته في 5 أغسطس 1971 في بلينفيلد, نيو جيرسي.